# Pegaden Tengah
Pegaden Tengah is een bestuurslaag in het regentschap Pekalongan van de provincie Midden-Java, Indonesië. Pegaden Tengah telt 3008 inwoners (volkstelling 2010).